# مؤتمر المصالحة الصومالية لعام 2007
مؤتمر المصالحة الوطنية الصومالية لعام 2007 المنعقد في الفترة ما بين 15 يوليو 2007 و30 أغسطس 2007 في العاصمة الصومالية مقديشو، دعا إليه رئيس الحكومة الاتحادية الانتقالية عبد الله يوسف أحمد في 1 مارس 2007.

## الاستعدادات
شارك أكثر من 3000 شخص يمثلون جميع مناطق الصومال والعشائر الصومالية في الداخل و الخارج، وأعلنت الولايات المتحدة عن دعمها للمؤتمر، ودٌعي الإسلاميون المعتدلون المقيمون حينها في إريتريا، إلا أنهم رفضوا المشاركة.
كان من المقرر عقد المؤتمر في الفترة ما بين 16 أبريل حتى منتصف يونيو، غير أنه تأجل ثلاث مرات، الأولى إلى 15 مايو 2007، والثانية إلى 14 يونيو 2007 والأخيرة إلى 15 يوليو 2007.

## الأحداث
انعقد المؤتمر بعد أن تأجل لعدة مرات في 15 يوليو 2007، وفور افتتاحه أُعلن عن تأجيله مرة أخرى حتى 19 يوليو 2007 للسماح لمزيد من المندوبين بالوصول، وإعطاء الإسلاميين المعتدلين فرصة أخيرة للإنضمام للمؤتمر، وتعرض المبنى الذي احتضن المؤتمر للهجوم بقذائف الهاون في يوم الافتتاح، و في 17 يوليو 2007.
افتُتح المؤتمر رسميا في 19 يوليو 2007؛ إلا أن الإسلاميين المعتدلين وشيوخ عشيرة الهوية تمسكوا بمقاطعة المؤتمر، بدعوى أن مكان الانعقاد لم يكن محايدًا، وقد حدد الإسلاميون موعدًا لعقد مؤتمر في أسمرة بدلاً من ذلك.
ضمت أجندة المؤتمر 11 بندا ناقشها المشاركون في المؤتمر، بينها إجراء انتخابات. ووفقًا للمراقبين فإن معظم ما اتُفق عليه في المؤتمر لم يتحقق.